# Megachile cliffordi
Megachile cliffordi is een vliesvleugelig insect uit de familie Megachilidae. De wetenschappelijke naam van de soort is voor het eerst geldig gepubliceerd in 1953 door Rayment.